# Nurhaci
Nurhaci (努爾哈赤T, 努尔哈赤S, Nǔ'ěrhāchìP; 21 febbraio 1559 – 30 settembre 1626) fu un capo militare jurchen.
Dopo aver unificato le tribù jurchen e proclamatosi Gran Khan della dinastia dei Jin Posteriori, nel 1618 cominciò una lunga guerra contro la Cina che si concluse con la vittoria dei suoi discendenti. Egli fu infatti il padre del fondatore della dinastia Qing, che acquisì il controllo della Cina.